# Allmän svampslända
Allmän svampslända (Sisyra nigra) är en insektsart som först beskrevs av Anders Jahan Retzius 1783.  Allmän svampslända ingår i släktet Sisyra och familjen svampdjurssländor. Arten är reproducerande i Sverige. Inga underarter finns listade i Catalogue of Life.